# Келдуфял
Келдуфял (на фарьорски: Keldufjall) е връх разположен на остров Свуйной, Фарьорски острови, Дания. Височината му е 463 m н.в.